# Paulin Bertrand
Pour les articles homonymes, voir Bertrand.
Paulin Bertrand né le 4 février 1852 à Toulon et mort le 27 mars 1940 à La Garde est un peintre, sculpteur et graveur français.

## Biographie
Paulin Bertrand est élève au lycée de Toulon et commence son apprentissage du dessin auprès de Pierre Decoreis. Malgré les réticences de son père, Augustin Bertrand, qui voudrait faire de son fils un ingénieur, il continue à peindre notamment au cours de ses vacances qu'il passe auprès de son oncle à Carqueiranne. En 1868, Paulin Bertrand attrape la typhoïde ; son père renonce alors à ses ambitions et le laisse peindre. Il entre à l'école des beaux-arts de Toulouse puis devient élève d'Alexandre Cabanel à l'École des beaux-arts de Paris. Il reste dans la capitale une cinquantaine d'années, mais se rend régulièrement à Carqueiranne. Le 24 juillet 1900, il épouse à Levallois-Perret Mlle Julia Pillore, marraine du peintre Marcel Duchamp et critique d'art sous me pseudonyme de Léon Saint-Valéry.
Dès 1866, il se lie d'amitié avec le poète Jean Aicard qui deviendra académicien en 1909. Paulin Bertrand et sa femme sont hébergés par leur ami à La Garde dans sa villa Les Lauriers Roses qui leur sera léguée au décès de l'académicien en 1921.
Paulin Bertrand meurt le 27 mars 1940 et est inhumé au cimetière central de Toulon.
Son épouse lègue la villa et ses diverses collections à la Ville de Toulon qui y ouvre le musée Jean Aicard-Paulin Bertrand.

## Carrière artistique
Paulin Bertrand participe au Salon des artistes français de 1880 à 1932. Il expose d'abord des portraits puis des paysages. Il participe également aux expositions universelles de Londres, Bruxelles, Sao Paolo, ainsi qu'à des expositions nationales à Paris et Marseille. Il obtient une médaille de 3e classe en 1889 pour le Portrait d'Augustin Daumas (député du Var et sénateur) et une médaille de 2e classe en 1890. En 1891, il devient peintre officiel de la Marine. Il réalise également quelques bustes sculptés et des gravures.

## Distinctions
Paulin Bertrand est nommé chevalier de l'ordre national de la Légion d'honneur en 1921.

## Œuvres

### Collections publiques
- Angers, musée des Beaux-Arts : En pays de Caux[6].
- Digne-les-Bains, musée Gassendi : Anse du Pradon.
- Draguignan, musée municipal : Rue de La Garde.
- Morlaix, musée des Beaux-Arts : Carqueiranne ;
- Neuilly-sur-Seine, hôtel de ville : Le Château des Ternes[7].
- Toulon : 
  - musée d'Art :
    - Les Pins penchés à Carqueiranne ;
    - Napolitaine au tambour basque ;
    - Bord de rivière, huile sur toile, 158 × 220 cm[8] ;
    - Plage d'argent à Porquerolles, huile sur toile, 115 × 146 cm[9] ;
    - Bord de mer à Carqueiranne, huile sur toile, 40 × 65 cm[9] ;
    - Paysage près de la Garde, huile sur toile, 38 × 55 cm[10] ;
    - La Seine à Rouen, huile sur toile, 55 × 81 cm[10] ;
    - Côte normande, huile sur toile, 50 × 73 cm[11] ;
    - Falaise à Étretat, huile sur toile, 46 × 61 cm[11].

  - musée Jean Aicard-Paulin Bertrand.
  - musée national de la Marine : Arrivée de l'escadre russe à Toulon le 13 octobre 1854.

### Collections particulières référencées
- Derniers rayons de soleil sur la Colle Noire (Le Pradon, Carqueiranne), huile sur toile, 46 × 65 cm[12].

Œuvres de Paulin Bertrand
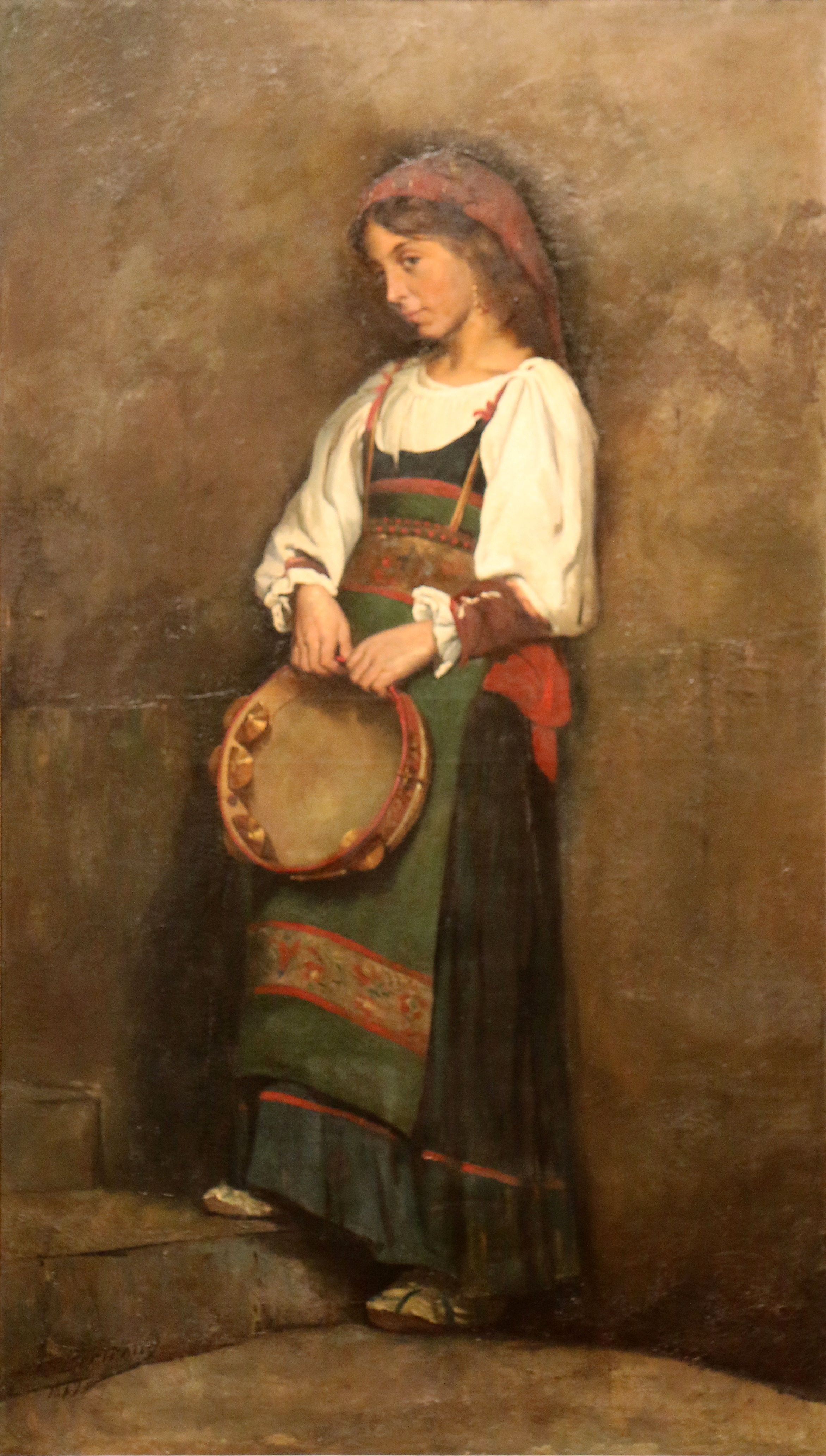
Napolitaine au tambour basque, musée d'Art de Toulon.
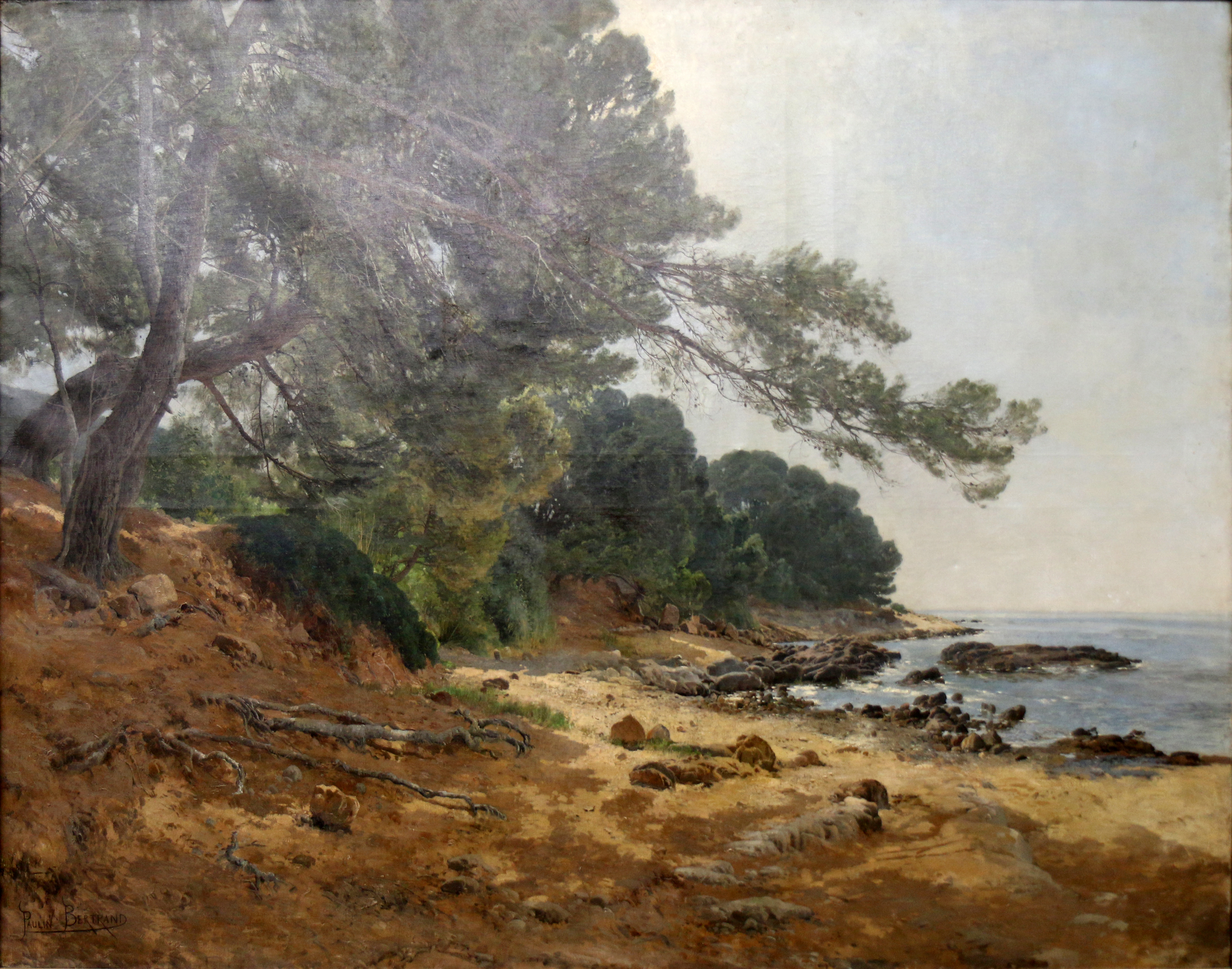
Les Pins penchés à Carqueiranne, musée d'Art de Toulon.
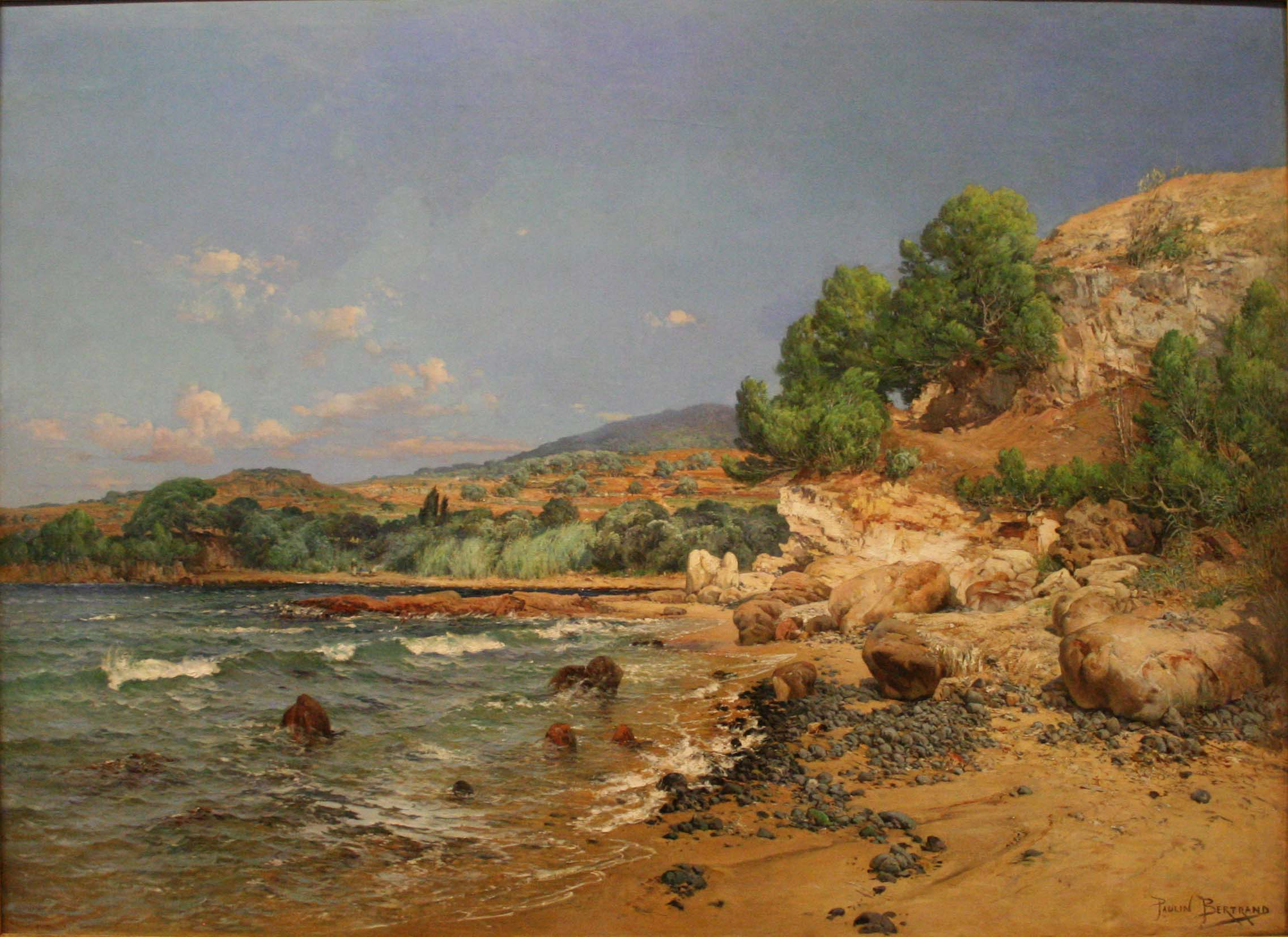
Anse du Pradon, Digne-les-Bains, musée Gassendi.